# Kathleen O'Connor
Pour les articles homonymes, voir Kathleen O'Connor (homonymie) et O'Connor.
Kathleen Mavourneen O'Connor, née le 7 juillet 1894 à Dayton (Ohio) et morte le 24 juin 1957 à Los Angeles (Californie), est une actrice américaine.

## Biographie

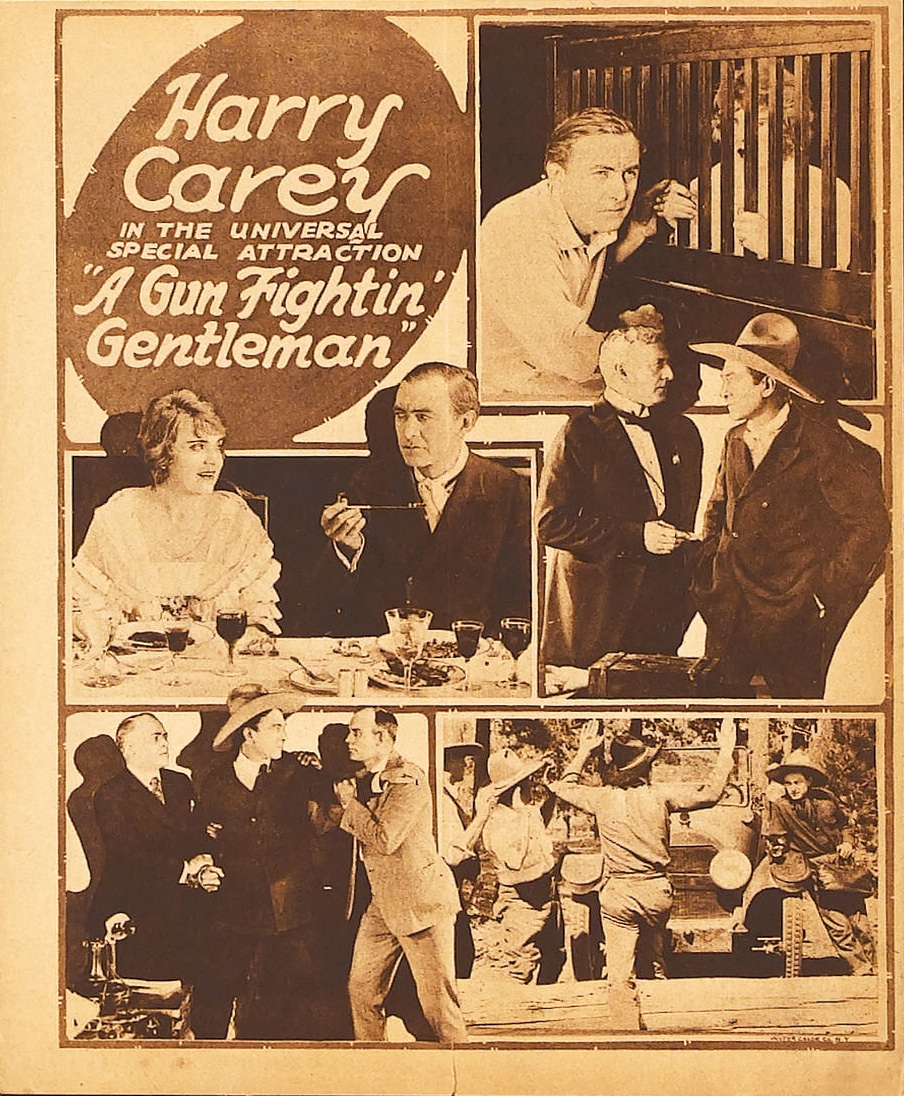
Avec Harry Carey, dans A Gun Fightin' Gentleman (1919, poster promotionnel)

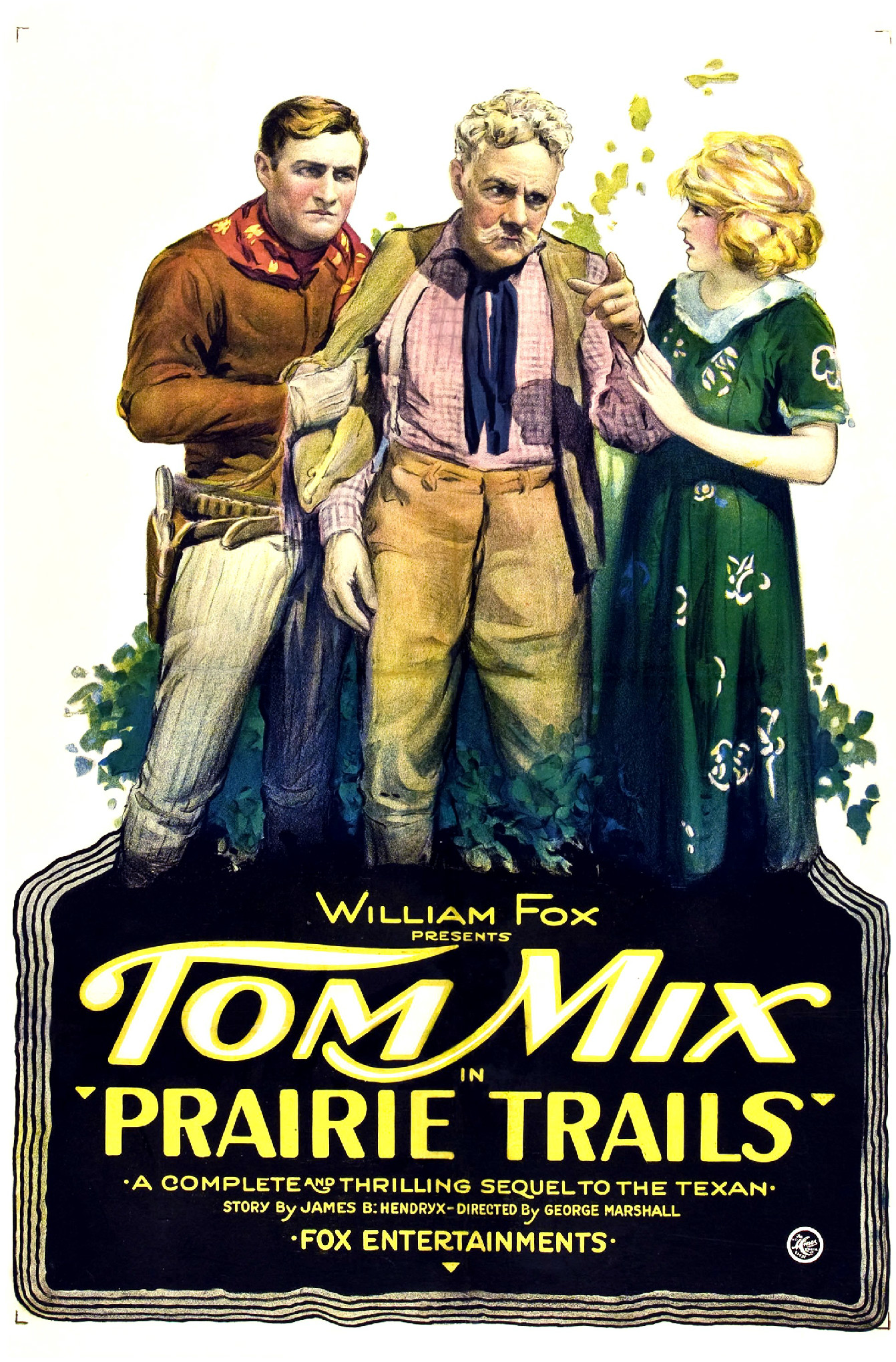
Avec Tom Mix (à g.) et Charles K. French, dans Prairie Trails (1920, poster promotionnel)

Née de parents d'origine irlandaise émigrés aux États-Unis, Kathleen O'Connor devient actrice de cinéma exclusivement durant la période du muet, contribuant à vingt-neuf films américains, depuis le court métrage Toto mannequin par amour d'Hal Roach (1918, avec Bud Jamison et Marie Mosquini) jusqu'à Dark Stairways (en) de Robert F. Hill (1924, avec Herbert Rawlinson et Ruth Dwyer).
Entretemps, elle apparaît notamment dans des westerns, comme A Gun Fightin' Gentleman de John Ford (1919) et Bullet Proof de Lynn Reynolds (1920), tous deux avec Harry Carey, ou encore La Dernière Chevauchée de Clifford Smith (son avant-dernier film, 1923, avec William S. Hart et Ethel Grey Terry). 
Parmi ses autres films, citons Life's Darn Funny de Dallas M. Fitzgerald (1921, avec Viola Dana et Mark Fenton) et le court métrage The Sawmill de Larry Semon et Norman Taurog (1922, avec Larry Semon et Oliver Hardy).
En 1921, Kathleen O'Connor épouse le réalisateur précité Lynn Reynolds et se retire définitivement de l'écran à son décès prématuré par suicide en 1927 (à 35 ans). Elle-même (remariée en 1929) meurt d'une longue maladie en 1957, à 62 ans.

## Filmographie partielle

### 1918-1920
- 1918 : Toto mannequin par amour (The Movie Dummy) d'Hal Roach (court métrage)
- 1918 : Missing (en) de James Young : Cicely
- 1918 : Vamping the Vamp d'Alfred Santell (court métrage) : Kate Pigsfeet
- 1918 : Mr. Logan, U.S.A. de Lynn Reynolds : Suzanne Morton
- 1918 : Fame and Fortune de Lynn Reynolds : Della Bowen
- 1919 : The Midnight Man de James W. Horne : Nell Morgan
- 1919 : Le Fauve de la Sierra (en) (The Lion Man) d'Albert Russel et Jack Wells (serial) : Stella Donovan
- 1919 : Tête brûlée (A Gun Fightin' Gentleman) de John Ford : Helen Merritt
- 1919 : Hell-Roarin' Reform d'Edward LeSaint : Doris Jenkins
- 1920 : Prairie Trails (en) de George Marshall : Janet McWhorter
- 1920 : Bullet Proof de Lynn Reynolds : Mary Brown
- 1920 : The Path She Chose (en) de Phil Rosen : Tess

### 1921-1924
- 1921 : Life's Darn Funny de Dallas M. Fitzgerald : Gwendolyn Miles
- 1922 : The Married Flapper (en) de Stuart Paton : Gwen Barker
- 1922 : The Sawmill de Larry Semon et Norman Taurog (court métrage) : la fille du patron
- 1922 : Sous la rafale (en) (The Old Homestead) de James Cruze : Rose Blaine
- 1922 : Come on Over d'Alfred E. Green : Judy Dugan
- 1923 : La Dernière Chevauchée (Wild Bill Hickok) de Clifford Smith : Elaine Hamilton
- 1924 : Dark Stairways (en) de Robert F. Hill : Geraldine Lewis